# Kukri

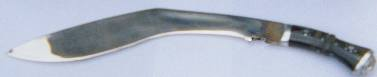
Kukri

Kukri, khukri eller khukuri (nepali: खुकुरी) är en typ av saxkniv med framåtkrökt blad som härrör det nepalesiska gurkhafolket. Den kan både användas som verktyg och vapen och har även ett symboliskt värde, då den symboliserar stolthet. Därtill utgör den del av Gurkhasoldaternas personliga stridsutrustning.
Det framåtkrökta bladet är tjockare på framhalvan än vid ansatsen vilket ger större kinetisk energi vid hugg och riktar mer av vikten mot anslaget likt en yxa.
Den äldsta kända bevarade kukrin finns på nationalmuseet i Kathmandu i Nepal och tillhörde Drabya Shah omkring 1559.

## Indien
Kukrin används även i Kumaon i Uttarakhand, Indien, där den kallas Kaanta eller Dafya.